# Plectranthus kunstleri
Plectranthus kunstleri là một loài thực vật có hoa trong họ Hoa môi. Loài này được Prain miêu tả khoa học đầu tiên năm 1897.